# Puerto-Rico-Amazone
Die Puerto-Rico-Amazone (Amazona vittata) ist eine endemische Papageienart, die nur auf der karibischen Insel Puerto Rico vorkommt. Sie gehört zu der Gattung der Amazonenpapageien (Amazona) innerhalb der Familie der Eigentlichen Papageien (Psittacidae). Gelegentlich wird diese Art auch als Iguaca bezeichnet. Diesen lautmalerischen Namen gaben ihn die Taínos, weil er an das Geräusch erinnert, das die Papageien machen, wenn sie auffliegen.
Seit dem Aussterben des Karolinasittichs ist die Puerto-Rico-Amazone die einzige noch lebende einheimische Papageienart, die auf dem Territorium der USA vorkommt. Mit derzeit nur wenig mehr als 40 Individuen zählt diese Amazone weltweit zu den seltensten Vogelarten.

## Biologie
Die Puerto-Rico-Amazone ist eine von 32 Arten aus der Gattung der Amazonenpapageien. Von ihr wurden bislang zwei Unterarten beschrieben. Amazona vittata vittata ist die Nominatform, die auf Puerto Rico beheimatet ist und früher wahrscheinlich auch auf den Inseln Vieques und Mona vorkam. Dort ist die Form mittlerweile ausgestorben. Das Verbreitungsgebiet der Nominatform beschränkt sich heute auf die westlichen Gebiete des Caribbean National Forest auf Puerto Rico.
Amazona vittata gracilipes kam auf der Insel Culebra vor. Da diese Art sich unter anderem von Bananen und anderen landwirtschaftlichen Anbauprodukten ernährte, wurde sie intensiv bejagt und ist seit dem Jahre 1912 ausgestorben.

### Erscheinungsbild
Wie für die meisten Amazonen typisch, hat die Puerto-Rico-Amazone eine überwiegend grüne Befiederung. Diese grünen Federn haben am Rand einen dünnen schwarzen Saum. Die Stirn der Vögel ist rot und die Augen sind von einem breiten weißen Augenring umgeben. Die Flügelunterseiten, die im Flug gut zu sehen sind, weisen dagegen eine leuchtend blaue Befiederung auf. Die Schwanzfedern sind an der Unterseite gelblich-grün.
Die Körperlänge dieser Amazonen beträgt zwischen 28 und 30 Zentimeter, sie wiegen zwischen 250 und 300 Gramm, wobei die Vögel im Allgemeinen etwa 275 Gramm schwer sind. Puerto-Rico-Amazonen sind damit verglichen mit anderen Arten aus der Gattung der Amazonen verhältnismäßig kleine Vögel. Allerdings sind die Amazonenarten, die auf den Antillen vorkommen, ähnlich klein. Als nächste Verwandte der Puerto-Rico-Amazone gelten die auf Jamaika lebende Rotspiegelamazone (Amazona agilis) und die auf Hispaniola lebende Hispaniolaamazone (Amazona ventralis).
Wie für die Amazonenpapageien typisch, ist die Schädelkapsel bei der Puerto-Rico-Amazone vollständig. Sie weisen auch das für Amazonen typische Flugmuster auf, bei der die Flügelschläge weich sind und ihren Wendepunkt erst unterhalb des Körpers erreichen.

### Bestandsentwicklung und Verbreitung
Als Christoph Kolumbus 1493 auf Puerto Rico anlandete, war die Puerto-Rico-Amazone noch ein weitverbreiteter und häufig vorkommender Papagei. Die frühesten Bestandsschätzungen weichen stark voneinander ab. Die frühesten Schätzungen sprechen von einer Million Vögel, während andere von 100.000 Individuen ausgingen.
Während der ersten 150 Jahre unter spanischer Herrschaft war die Besiedlungsdichte auf Puerto Rico sehr niedrig, und im Jahre 1650, als die Insel von etwa 880 Personen besiedelt war, galt die Puerto-Rico-Amazone als häufiger Vogel. Nach 1650 stieg die Besiedlungsdichte auf der Insel stark an und die Bestände der Puerto-Rico-Amazone begannen zurückzugehen. Bereits 1836 hielt der deutsche Naturwissenschaftler Heinrich Moritz Gaede fest, dass sich die Anzahl der Individuen dieser Papageienart auffällig reduziert habe. In der zweiten Hälfte des 19. Jahrhunderts wurde der größte Teil der ursprünglichen Waldbestände auf Puerto Rico gerodet, um den Anbau von Zuckerrohr zu ermöglichen. Dies führte zu weiteren Bestandsrückgängen und auf den zu Puerto Rico gehörenden kleineren Inseln Culebra, Vieques und Mona war die Puerto-Rico-Amazone zu Beginn des 20. Jahrhunderts ausgestorben.
Im Jahre 1940 war die Verbreitung der Art nur noch auf die Luquillo Mountains des Caribbean National Forest begrenzt. In den 1950er Jahren betrug der Bestand der Population noch lediglich 200 Individuen. Der Bestandsrückgang setzte sich auch in den nächsten Jahrzehnten fort und erreichte mit nur 13 Individuen im Jahre 1975 seinen Tiefpunkt. Danach begannen sich die Bestandszahlen leicht zu erholen. Im August 1989 wurde der Bestand auf mindestens 47 Vögel geschätzt.
Am 18. September 1989 fegte der Hurrikan Hugo über die Nordostküste von Puerto Rico und richtete starke Verwüstungen an. Starke Schäden richtete der Hurrikan auch unter den endemischen Vogelarten Puerto Ricos an. Von dem seltenen Puerto-Rico-Waldsänger erloschen durch den Sturm zwei der vier verbliebenen und isoliert lebenden Bestände und für die Puerto-Rico-Amazone schätzte man die Bestandszahlen nach dem Sturm auf nur noch 23 Individuen. Zu Beginn des 3. Jahrtausends hatte die Population noch nicht die Bestandszahl vor dem Sturm erreicht. 2006 schätzte man die Populationszahl auf 44 Individuen.

### Ernährung
Wie alle Papageien ist auch die Puerto-Rico-Amazone ein Pflanzenfresser, der ein breites Nahrungsspektrum nutzt. Gefressen werden von ihm Blüten, Früchte, Blätter, Rinde sowie Nektar. Untersuchungen haben für ihn bis jetzt etwa 60 unterschiedliche Nahrungsbestandteile festgestellt. Man geht jedoch davon aus, dass das Nahrungsspektrum auf Grund seines größeren Verbreitungsgebietes noch größer war. Zu den zur Zeit genutzten Nahrungsbestandteilen gehören die äußere Samenhülle von Prestoea montana, Dacrycodes excelsa und Matayba domingensis, die Früchte von Mardgravia sintenisii, Miconia sintenisii, Clusia gundlachil sowie Rheedia portoricensis; die Blüten von Alchornea latifolia und Pictocarpha tetrantha, die Zweige und Blätter von Clusia grisebachiana, Magnolia splendens, Piptocarrpha tetrantha und Micropholis garciniaefolia sowie die Rinde von  Psychotria berteriana und die Knospen von Inga vera.

### Fortpflanzung

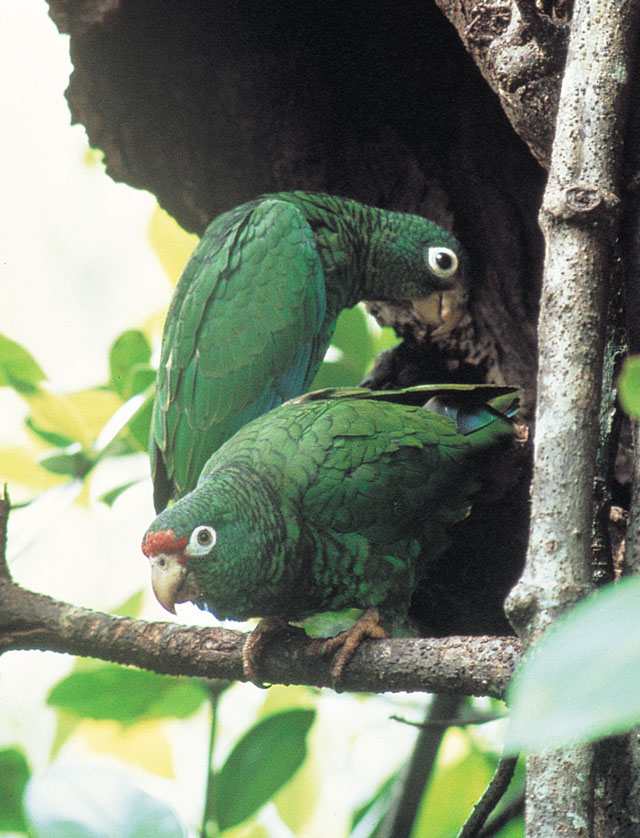
Ein Paar Amazona vittata

Die Puerto-Rico-Amazone brütet in Baumhöhlen, die allerdings nicht von ihr selber gegraben werden. Als Nistbäume nutzt die Art hauptsächlich Cyrilla racemiflora. Auch die Bäume Magnolia splendens und Dacryodes excelsa werden als Baumarten genutzt, wenn auch in einem weit geringerem Umfang als Cyrilla racemiflora. Alle diese Baumarten bilden auf natürliche Art und Weise Baumhöhlen aus. Damit nicht ein Mangel an geeigneten Nistplätzen zum limitierenden Faktor bei der Fortpflanzung wird, hat man in der Waldregion, in der die Puerto-Rico-Amazone noch vorkommt, mittlerweile auch künstliche Bruthöhlen eingerichtet. Diese werden von den Vögeln angenommen.
Die Nester befinden sich in der Regel zwischen 7 und 15 Metern über dem Erdboden. Die Männchen sind normalerweise diejenigen, die nach geeigneten Bruthöhlen suchen. Sobald ein geeigneter Brutplatz gefunden ist, verbringt das Pärchen einige Zeit damit, die Baumhöhle zu inspizieren und zu reinigen. Es wird kein Nistmaterial in die Bruthöhle eingetragen.
Ihre Geschlechtsreife erreicht die Puerto-Rico-Amazone in freier Wildbahn im Alter von 4 Jahren; in Gefangenschaft ist sie bereits mit drei Jahren fortpflanzungsfähig. Puerto-Rico-Amazonen gehen eine lebenslange Partnerschaft ein. Die Fortpflanzungszeit fällt in die Monate zwischen Januar und Juli, wenn die Niederschlagsmengen niedrig sind. Das Weibchen legt zwischen zwei und vier Eier, die zwischen 24 und 28 Tagen bebrütet werden. Dabei brütet nur das Weibchen. An der Fütterung der Jungen sind dagegen beide Elternteile beteiligt. Die Jungen verlassen 60 bis 65 Tage nach dem Schlupf ihr Nest. Sie leben mit den Elternvögel bis zum Beginn der nächsten Fortpflanzungsperiode im Familienverband.

## Verbreitung
Die Puerto-Rico-Amazone benötigt unter anderem wegen ihrer Abhängigkeit von Baumhöhlen natürlich gewachsene Wälder mit einem hohen Bestand an alten Bäumen. Weder die auf Puerto Rico vorkommenden Niederwälder noch die wiederaufgeforsteten Waldregionen mit regelmäßigem Baumeinschlag können ihnen ausreichend Lebensraum bieten. Heute ist das Verbreitungsgebiet auf 16 Quadratkilometer in Höhenlagen zwischen 400 und 800 Meter beschränkt. Das entspricht nur noch 0,2 % des früheren Lebensraums.
Es gibt Hinweise, dass die Puerto-Rico-Amazone bei der Anlandung von Christoph Kolumbus nicht nur auf Puerto Rico, sondern auch auf den angrenzenden Inseln Antigua und den Jungferninseln verbreitet war. Seit dem Aussterben der auf Culebra lebenden Unterart zu Beginn des 20. Jahrhunderts ist sie nur noch auf der Hauptinsel von Puerto Rico zu finden und auch dort hat sich ihr Verbreitungsgebiet im Laufe des 20. Jahrhunderts sukzessive verringert.
Hauptverbreitungsgebiet der Art waren ursprünglich acht große, natürlich gewachsene Waldgebiete mit einem hohen Bestand an alten Bäumen. Die Art kam jedoch auch in anderen Lebensräumen vor, sofern ausreichend Bruthöhlen zur Verfügung standen. Die Waldgebiete, die eine hohe Bestandsdichte an Puerto-Rico-Amazonen aufwiesen, waren auf das gesamte Höhenprofil von Puerto Rico verteilt. Bis 1910 kam die Puerto-Rico-Amazone noch im Guajataca State Forest und bis 1920 im Rio Abajo State Forest vor, beides Waldgebiete in mittlerer Höhenlage. Im Carite State Forest, einem Waldgebiet in der Bergregion Puerto Ricos, war sie bis in die 1930er Jahre zu beobachten.

## Natürliche Feinde
Zu den natürlichen Feinden zählt der Rotschwanzbussard (Buteo jamaicensis). Die Perlaugen-Spottdrossel (Margarops fuscatus) zerstört ebenfalls Eier und tötet die Jungen, allerdings überwiegend um die von Puerto Rico-Amazonen genutzten Bruthöhlen selber zu nutzen. Wie alle Papageienarten wird die Puerto-Rico-Amazone von verschiedenen Endo- und Ektoparasiten besiedelt. Untersuchungen haben gezeigt, dass die Nestlinge unter anderem von der Warble-Fliege Philornis pici parasitiert werden. Die Fliege legt ihre Eier unter der Haut frisch geschlüpfter Jungvögel ab. Unter der Haut der heranwachsenden Nestlinge entwickeln sich dann die Fliegenlarven. Bei starken Befall durch diese Schmarotzer können die Jungvögel daran sterben.

## Bestand und Gefährdung
Frühe Siedler auf Puerto Rico wie beispielsweise die Taino jagten diese Papageienart zwar, weil sie sie als Nahrung schätzten. Die dramatische Bestandsreduzierung ist jedoch vor allem die Vernichtung von Lebensraum nach der Besiedelung durch Europäer zurückzuführen. Beigetragen haben aber auch das Einfangen von Jungvögel für die Ziervogelhaltung sowie eine stärkere Bejagung, nachdem europäische Siedler sich auf Puerto Rico niederließen. Eingeführte Arten trugen ebenfalls dazu bei, dass sich der Bestand dieser Papageienarten reduzierte. Die für den Fortpflanzungserfolg notwendigen Bruthöhlen werden auch von der eingeführten Honigbiene genutzt. Ratten und Mangusten fressen nicht nur die Eier und Jungen, sondern stellen in Bezug auf die Bruthöhlen gleichfalls Konkurrenzarten dar.
Mittlerweile sind die Bestandszahlen so gering, dass Naturkatastrophen zu einem so massiven Bestandseinbruch führen können, dass die Population sich davon nicht mehr erholen kann. Hurrikan Hugo, der im September 1989 über den Nordosten der Insel fegte, hat dies neben der Puerto-Rico-Amazone auch an den Beständen des nur auf Puerto Rico vorkommenden Puerto-Rico-Waldsängers deutlich gemacht. In seiner Folge wurden in zwei der ursprünglich vier kleinen Verbreitungsgebiete dieser Waldsängerart keine Exemplare mehr gefunden. Durch den Hurrikan kamen 24 der noch in Freiheit vorkommenden Puerto-Rico-Amazonen um.
Die Puerto-Rico-Amazone wird zu den 10 Vogelarten gezählt, die am meisten vom Aussterben bedroht sind. Auf der United States Endangered Species wird die Art seit dem 11. März 1967 geführt. Seit 1968 werden Anstrengungen unternommen, die Anzahl der in Freiheit lebenden Individuen zu erhöhen. 1972 begann der United States Fish and Wildlife Service die Amazone in der Nähe des Luquillo State Forest die Art in Gefangenschaft nachzuzüchten. Anders als beim Kakapo, einer weiteren, sehr stark vom Aussterben bedrohten neuseeländischen Papageienart, gelingt dies bei der Puerto-Rico-Amazone mit großem Erfolg. Für 2006 meldete die USFWS 39 in Gefangenschaft geschlüpfte Junge. Angesichts eines Bestands von nur noch 44 in Freiheit lebenden Individuen ist dies ein bemerkenswerter Erfolg.